# Operation Tailwind
Operation Tailwind war ein geheimer US-amerikanischer Militäreinsatz in Laos, der vom 11. bis 13. September 1970 durchgeführt wurde. Er stand im Zusammenhang mit dem Vietnamkrieg. Eine kleine Einheit amerikanischer Soldaten des Military Assistance Command, Vietnam Studies and Observations Group, drang nach Laos vor, um den Druck auf die Vietcong-Truppen, die dort ein Netz von geheimen Wegen, den Ho-Chi-Minh-Pfad, eingerichtet hatten, zu erhöhen. Außerdem sollte die prowestliche Regierung von Laos zu einer neuen Offensive ermutigt werden.

## Der Einsatz
Die CIA-Abteilung in Laos war über die Situation im Lande besorgt, da die lokalen kommunistischen Truppen mit Hilfe vietnamesischer Guerilleros eine wichtige Schlacht gegen die Regierung gewonnen hatten. Es wurde eine Anfrage nach Saigon geschickt, ob nicht eine Spezialeinheit in der Nähe von Chavane die vietnamesischen Stellungen attackieren könnte. Obwohl US-Truppen noch nie so tief auf laotisches Gebiet vorgedrungen waren, wurde der Einsatz genehmigt. Das Zielgebiet war 20 Kilometer außerhalb des Grenzradius für Geheimoperationen.
Drei amerikanische Gruppen, 16 Soldaten, wurden zusammen mit 110 vietnamesischen Montagnards von Dak To aus nach Laos geflogen. Die Männer standen unter der Führung von Captain Eugene McCarley. Wegen der großen Distanz wurden die Einheiten von drei großen Marinehubschraubern vom Typ CH-53 Sea Stallion mit einer Eskorte von 12 Kampfhubschraubern nach Laos geflogen.
Nach der Ankunft im Zielgebiet begannen die Truppen sofort damit, für Unruhe zu sorgen. Die Elitesoldaten attackierten vietnamesische Versorgungslager und lenkten Luftangriffe auf Truppen der Vietcong. Diese versuchten, sich durch eine massive Truppenkonzentration zu schützen, aber die Amerikaner konnten sie umgehen und waren auch nachts aktiv.
Am dritten Tag des Einsatzes hatten die Soldaten ihre größten Erfolge. Ein vietnamesisches Lager wurde gestürmt und 54 völlig überraschte NVA-Soldaten getötet. Unter dem Lager fand sich ein großer Bunker mit wichtigen Geheimdokumenten. Die Amerikaner hatten soeben ein Logistikzentrum vernichtet. Die Vietcong in der Region wurden sofort alarmiert und begannen die Gegend nach den Amerikanern abzusuchen, aber diese konnten über drei verschiedene Landezonen entkommen.
Die Verluste des Einsatzes beliefen sich auf drei tote Montagnard-Kämpfer. 33 Angehörige dieser Volksgruppe wurden verwundet. Alle 16 beteiligten Amerikaner erlitten ebenfalls Verwundungen, aber aufgrund des Einsatzes des Sanitäters, Sergeant Gary Rose, gab es nicht noch mehr Opfer. Ihm wurde später das Distinguished Service Cross verliehen.

## Enthüllungen
Im Jahre 1998 wurde eine völlig andere Version der Ereignisse im Fernsehen von CNN in einer Reportage gesendet. Diese trug den Namen „Valley of Death“ (dt.: Tal des Todes). Angeblich ging es bei der Mission nur darum, eine Gruppe von Amerikanern auszuschalten, die zu den Vietnamesen übergelaufen waren. Diese hätten sich in einem Dorf verschanzt. Es wurde weiter behauptet, zur Vorbereitung des Angriffs auf das Dorf sei das Nervengas Sarin eingesetzt worden. Angeblich seien 100 Zivilisten durch das Gas ums Leben gekommen, das von Flugzeugen über dem Dorf verteilt worden sei.
Die Sendung und ein dazugehörender Zeitungsbericht hatten glaubwürdige Quellen. Einige hochrangige Offiziere der Spezialeinheiten gaben an, dass Nervengas nicht nur bei diesem Einsatz benutzt worden sei. Auch einige der an der Operation Tailwind beteiligte Soldaten bestätigten die Vorwürfe. Im Bereich der Landezone seien sie ungeschützt gewesen und das Nervengas sollte Deckung geben. Allerdings wurden durch ungünstige Windverhältnisse auch Teile des Gases zur Landezone geweht. Obwohl die Soldaten keine Gasmasken hatten, seien sie nicht gestorben, sondern hätten nur Hustenanfälle bekommen. Unklar ist bei dieser Version des Einsatzes auch, warum die Vietcong, die eine Chemiewaffenabwehreinheit in der Nähe stationiert hatten, dies nicht zur gezielten Propaganda ausnutzten.
Aufgrund der Vorwürfe von Kriegsverbrechen wurde das Verteidigungsministerium veranlasst, eine unabhängige Untersuchung durchzuführen. Es ergab sich schließlich, dass die Behauptungen höchstwahrscheinlich falsch seien. Die Soldaten waren schon alt und hatten 24 Jahre nach dem Einsatz teilweise psychische Probleme. Außerdem seien die Interviews stark geschnitten worden, um ein falsches Bild der Tatsachen zu erzeugen.

## Folgen
CNN und das TIME-Magazine stellten daraufhin eigene interne Untersuchungen an. Nach drei Wochen wurde der Bericht öffentlich als falsch bezeichnet und mehrere verantwortliche Redakteure mussten den Sender verlassen. Allerdings wehrten sich zwei von ihnen gegen ihre Entlassung und stellten ein 77 Seiten umfassendes Dokument zusammen, in dem sie ihre Sicht des Einsatzes bekräftigten. Ein Militärexperte im Auftrag von CNN sagte daraufhin, dass eine große Konzentration von Tränengas verwendet worden sei, aber auf keinen Fall Giftgas.
CNN gab im Juli einen Bericht heraus, in dem klargestellt wurde, das die Behauptungen unwahr seien. Es sei nicht zu beweisen, dass Sarin verwendet wurde oder das amerikanische Deserteure das Ziel des Einsatzes gewesen seien.
Zwei der Entlassenen klagten vor Gericht und einigten sich mit dem Sender auf Zahlungen in Millionenhöhe. Im Jahr 2006 war keiner der für die Entlassung verantwortlichen Leiter mehr bei CNN beschäftigt.